# Celso Pita
Pour les articles homonymes, voir Pita.
Celso Pita, de son nom complet Celso Manuel Carvalho Ramos Pita, est un footballeur portugais né le 22 février 1954 au Portugal. Il a évolué principalement comme attaquant.

## Biographie
Celso Pita commence sa carrière professionnelle au Boavista FC, où il évolue dès les équipes de jeunes avant de rejoindre l’équipe senior en 1972. Avec Boavista, il se fait remarquer pour ses qualités offensives, marquant 20 buts en 50 apparitions. Durant son passage, il remporte la Coupe du Portugal en 1975, la première de l'histoire du club.
Il dispute également 4 rencontres pour 2 buts marqués la saison suivante en Coupe des vainqueurs de coupes.
Après une brève période au SC Salgueiros, sans apparition officielle, il retourne à Boavista pour une saison prolifique en 1976-1977, avec 16 buts en 32 matchs.
En 1977, Pita rejoint le prestigieux Benfica Lisbonne, où il joue jusqu'en 1980. Il joue alors 4 matchs en Coupe des clubs champions lors de la saison 1977-1978 dont le match aller-retour contre Liverpool : Benfica est éliminé en quarts de finale contre le club anglais, futur vainqueur de la compétition.

## Palmarès
Boavista FC
- Coupe du Portugal :
  - Vainqueur : 1974-75